# GWR 360 Class
GWR 360 Class — относительно малочисленный (12 единиц) тип товарного паровоза с осевой формулой 0-3-0 стандартной колеи Большой западной железной дороги, спроектированный локомотивным суперинтендантом дороги Джозефом Армстронгом, и построенный на Суиндонском заводе в 1866 году.

## История
При постройке паровозы были пронумерованы в общем списке от № 360 до № 371. В сентябре 1866 года два последних локомотива были перенумерованы в 1000 и 1001 в новом списке. В августе 1867 года, после решения начинать этот список с номера 1001, 1000 был перенумерован в 1015
В отличие от более многочисленных армстронговских стандартных товарных (388 Class), у этих паровозов котлы были немного меньше и колёсная база на 2 дюйма (51 мм) короче.
Эти паровозы изначально работали между Бирмингемом и Честером, позднее — в Южном Уэльсе, на станции Дидкот и в районе Бирмингем—Стурбридж. Эти паровозы были списаны в 1918—33 годах, последний паровоз (№ 363) за семь десятков лет службы прошёл 1 384 645 миль (2 228 370 км).